# Autoroute A33 (France)
Pour les articles homonymes, voir A33.
L'autoroute A33 est une autoroute urbaine reliant Nancy à Dombasle-sur-Meurthe, dont la longueur (en km) est de 27 kilomètres. Son utilisation est gratuite sur tout son tracé et permet le contournement ouest et sud de l'agglomération nancéienne. À partir de Lunéville, une voie rapide (N4) en prend le relais jusqu'à Phalsbourg.

## Histoire
L'autoroute était initialement un doublement (à une chaussée) de la route nationale 4, nommée « route nationale 4 bis ». Le tracé initial date de 1953 réalisé par l'entreprise Rengeard. Sa base travaux se situait dans l'enceinte du stade municipal Roger Bambuck de Villers-Clairlieu, un hangar existe encore qui est désormais une salle de tennis de table du COS Villers-lès-Nancy.
À l'origine, les automobilistes roulaient sur trois voies, ce qui occasionna quarante morts en dix ans, et força l’État à doubler le tracé.[réf. nécessaire]

## Carrefours autoroutiers
Cette autoroute a deux carrefours :
- A33/A330
- A33/A31

## Sorties
Section non-concédée gérée par la DIR Est et gratuite.
- Échangeur entre A33 et A31 +  1 Nancy - ouest à 1 km :
  - A31 : Luxembourg, Metz, Pont-à-Mousson, Paris, Lyon, Dijon, Nancy - centre
  -  1 : Nancy, Laxou,  Grande Sapinière
  -  Aires de repos de Clairlieu (sens  nord-sud),  de Villers (sens sud-nord) à 4 km
- 2a/2b Brabois à 6 km : Neuves-Maisons, Vandœuvre-lès-Nancy, Villers-lès-Nancy,   Brabois
- Échangeur entre A33 et A330 : Nancy - sud, Heillecourt, Vandœuvre-lès-Nancy - centre, Besançon, Épinal, Ludres
- 3 Fléville à 13 km : Fléville
- 4 Saint-Nicolas-de-Port à 17 km : Saint-Nicolas-de-Port, Varangéville
- 5 Rosières-aux-Salines à 23 km : Blainville-sur-l'Eau, Rosières-aux-Salines (demi-échangeur, de et vers l'A31)
- 6 Dombasle-sur-Meurthe à 25 km : Dombasle-sur-Meurthe, Z.I. des Sables
- 7 Hudiviller à 27 km : Hudiviller, Dombasle-sur-Meurthe, Lunéville - Château
  -  Fin de l'autoroute A33 et devient  RN 4 vers Strasbourg, Colmar, Saint-Dié-des-Vosges, Lunéville - centre

## Lieux sensibles
L'A33 possède une pente assez rude (limitée à 90 km/h en descente ; voie véhicule lent et refuge en montée), dite côte d'Houdemont, appelée également "Le grand Canyon"   depuis l'échangeur du même nom jusqu'à l'échangeur de Nancy-Brabois, qui permet d'accéder au CHU de Nancy.
À noter la mise en place de caméras de vidéosurveillance depuis juin 2012 qui permettent de surveiller la montée d'Houdemont et de prévenir les bouchons qui sont quasi quotidiens à cet endroit.
L'A33 dispose d'une aire de repos accessible dans les deux sens dans la forêt de Haye, à la hauteur de Villers-Clairlieu, portant le nom d'aire de Villers dans le sens Ludres vers Laxou, et aire de Clairlieu dans le sens Laxou vers Ludres 48° 39′ 49″ N, 6° 07′ 28″ E

## Vitesses
Sa limitation de vitesse est de :
- Lunéville-Laxou : 110 km/h à partir du carrefour autoroutier avec l'A330
- Laxou-Vandœuvre : 110 km/h
- Vandœuvre-A330 : 90 km/h
- A330-Lunéville : 110 km/h

Depuis le 1er octobre 2009, 3 mois après l'A31 et en même temps que l'A330, les limitations de vitesses ont été revues à la baisse. La seule partie à 130km/h entre l'A330 et Hudiviller ont été abaissés à 110 km/h.
Fin 2016, des panneaux à messages variables ont été installés entre le secteur du CHU de Vandoeuvre et l'A31 pour faire varier les vitesses en fonction du trafic.